# Sinan Cem Tanık
Sinan Cem Tanık est un joueur turc de volley-ball né le 19 juin 1980. Il mesure 1,98 m et joue réceptionneur-attaquant.

## Clubs
| Club                  | Pays    | De        | À         |
| --------------------- | ------- | --------- | --------- |
| Çankaya Belediyesi    | Turquie | 1996-1997 | 1999-2000 |
| Erdemirspor Ereğli    | Turquie | 2000-2001 | 2002-2003 |
| Polis Akademisi       | Turquie | 2003-2004 | 2003-2004 |
| Halkbank Ankara       | Turquie | 2004-2005 | 2005-2006 |
| AZS Olsztyn           | Pologne | 2006-2007 | 2007-2008 |
| Halkbank Ankara       | Turquie | 2008-2009 | 2009-2010 |
| Galatasaray Istanbul  | Turquie | 2010-2011 |           |
| Iraklis Thessalonique | Grèce   | 2011-2012 |           |

## Palmarès
- Coupe de Pologne 
  - Finaliste :2007